# 宝興
宝興（ほうこう）は、ベトナム西山朝（富春朝廷）で阮光纘が使用した元号。1801年 - 1802年。

## 西暦との対照表
| 宝興 | 元年    | 2年     |
| 西暦 | 1801年  | 1802年  |
| 干支 | 辛酉    | 壬戌    |
| 清   | 嘉慶6年 | 嘉慶7年 |